# Nhà thờ Chúa khóc
Nhà thờ Chúa khóc là một nhà thờ Công giáo trên núi Olives, đối diện với bức tường thành của thành phố Jerusalem cổ. Nhà thờ này được xây dựng từ năm 1953 tới năm 1955 bởi kiến trúc sư người Ý Antonio Barluzzi và được đặt dưới sự coi sóc của các tu sĩ dòng Phanxicô ở Đất Thánh. Trong khi xây dựng, các nhà khảo cổ đã phát hiện các hiện vật có niên đại từ thời Canaan, cũng như các ngôi mộ từ thời Đền thờ thứ hai và thời đế quốc Đông La Mã.
Nhà thờ này có vòm nóc mang hình dạng một giọt nước mắt để tượng trưng cho những giọt nước mắt của Chúa Giêsu. Theo chương 19 của Phúc âm thánh Luca thì tại nơi này Chúa Giêsu - khi đi về phía thành Jerusalem – đã bị choáng ngợp bởi vẻ đẹp của ngôi đền thờ thứ hai, và dự đoán sự phá hủy đền thờ này cùng với việc phân tán người Do Thái trong tương lai, nên Ngài đã khóc một cách công khai (một sự kiện được gọi là Flevit super illam = Ngài khóc nó, trong tiếng Latinh) (Phúc âm Luca 19:37-42).
Khi đến gần Jerusalem và trông thấy thành, Đức Giêsu khóc thương mà nói: "Phải chi ngày hôm nay ngươi cũng nhận ra những gì đem lại bình an cho ngươi !". Nhưng hiện giờ điều ấy còn bị che khuất, mắt ngươi không thấy được. Thật vậy, sẽ tới những ngày quân thù đắp lũy chung quanh, bao vây và công hãm ngươi tứ bề. Chúng sẽ đè bẹp ngươi và con cái đang ở giữa ngươi, và sẽ không để hòn đá nào (còn nguyên) trên hòn đá nào, vì ngươi đã không nhận biết thời giờ ngươi được Thiên Chúa viếng thăm" (Phúc âm Luca 19:41-44)

## Lịch sử
Nơi Chúa khóc đã không hề được chú ý đến cho tới thời Thập tự chinh. Chính trong thời này người ta mới bắt đầu tưởng niệm nơi Chúa khóc. Cuối cùng một ngôi nhà nguyện nhỏ được xây dựng trên địa điểm này. Sau khi Jerusalem thất thủ năm 1187, thì nhà nguyện này bị rơi vào tình trạng đổ nát. Vào đầu thế kỷ thứ 16 nơi này có một thánh đường Hồi giáo hoặc madrasah, dường như do đế quốc Ottoman xây dựng trên tàn tích của ngôi nhà nguyện cũ. Nơi này được gọi là el Mansouriyeh (Nơi chiến thắng) và cũng gọi là el Khelweh (Nơi ẩn dật).

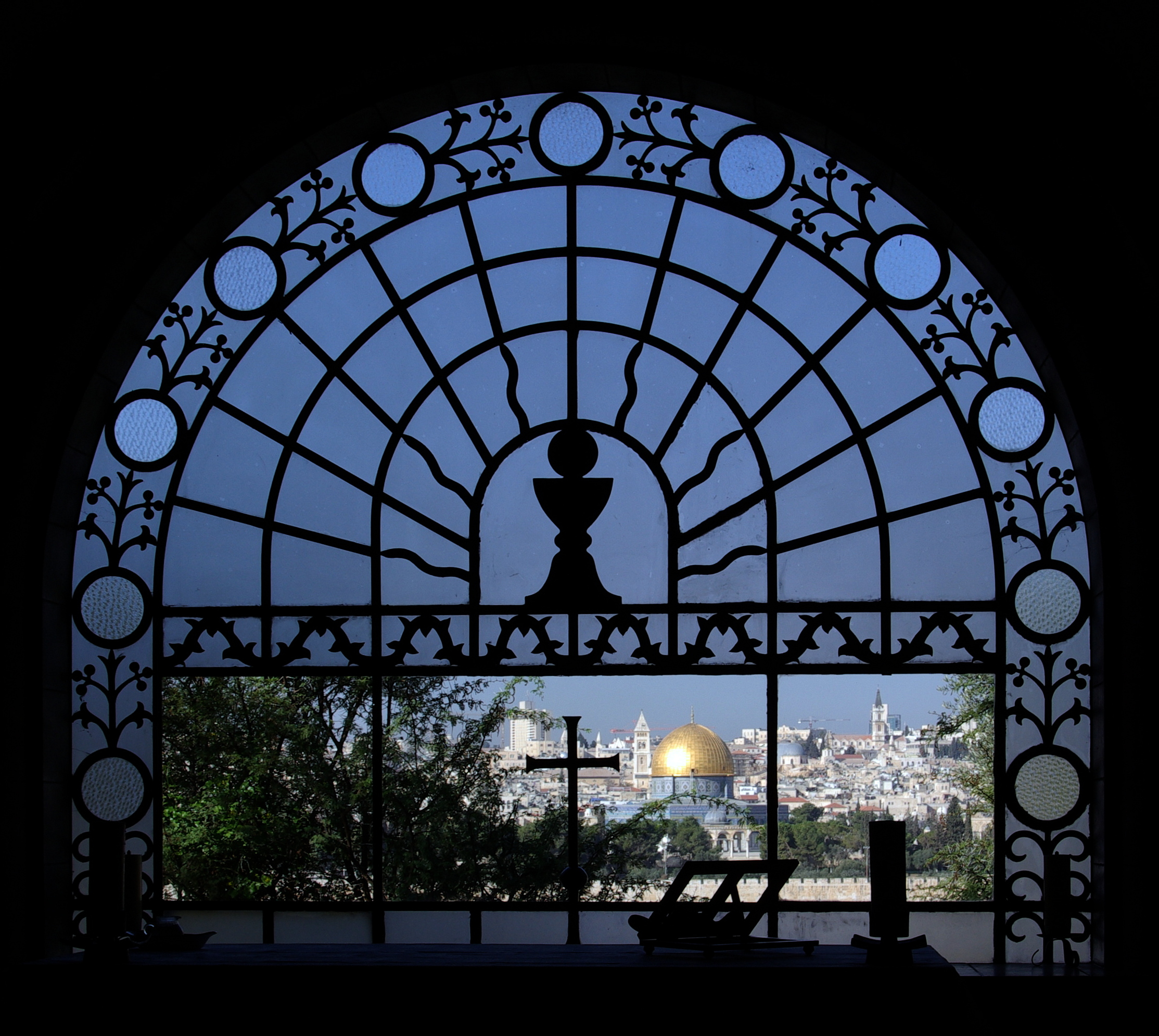
Cảnh nhìn qua cửa sổ nhà thờ

Các tu sĩ dòng Phanxicô đã không thể sở hữu được di tích này, vì vậy vào năm 1891 họ đã mua một mảnh đất gần đó và xây dựng một nhà nguyện nhỏ ở đây. Năm 1913, một phụ nữ tên là Mellon đã xây một ngôi nhà nhỏ trên khu đất ở phía trước nhà nguyện của dòng Phanxicô. Khu nhà này sau đó thuộc quyền sở hữu của các nữ tu dòng Thánh Giuse, rồi cuối cùng các nữ tu này đã bán lại cho các nữ tu dòng Biển Đức.
Năm 1940, các nữ tu dòng Biển Đức bán một phần tài sản này cho các tu sĩ dòng Phanxicô. Bức tường ranh giới cũ đã được di chuyển trong thời gian này để làm ranh giới mới. Năm 1953, các tu sĩ dòng Phanxicô bắt đầu xây dựng nhà thờ mới và một bức tường khác.

## Khảo cổ
Trong khi đào móng, các công nhân phát hiện các ngôi mộ cổ. Các cuộc khai quật nơi này được bắt đầu tiến hành dưới sự lãnh đạo của tu sĩ Bellarmino Bagatti, dòng Phanxicô.
Một ngôi mộ ở cuối thời đại đồ đồng từ thời Canaan (thế kỷ thứ 2 trước CN), cũng như một nghĩa địa cổ từ năm 136 trước Công nguyên đến năm 300 sau Công nguyên đã được phát hiện. Nghĩa địa cổ này trải dài qua 2 thời kỳ riêng biệt, đặc trưng bởi các kiểu ngôi mộ khác nhau. Những ngôi mộ đầu thời kỳ đền thờ thứ hai là theo kiểu Kokhim, trong khi phần mộ thời đế quốc Byzantine gồm các ngôi mộ với arcosolium từ thế kỷ thứ 3 và thế kỷ thứ 4 sau Công nguyên.
Một tu viện thời đế quốc Byzantine từ thế kỷ thứ 5 cũng được phát hiện. Các tranh khảm từ tu viện này vẫn còn tại đây.

## Hình ảnh

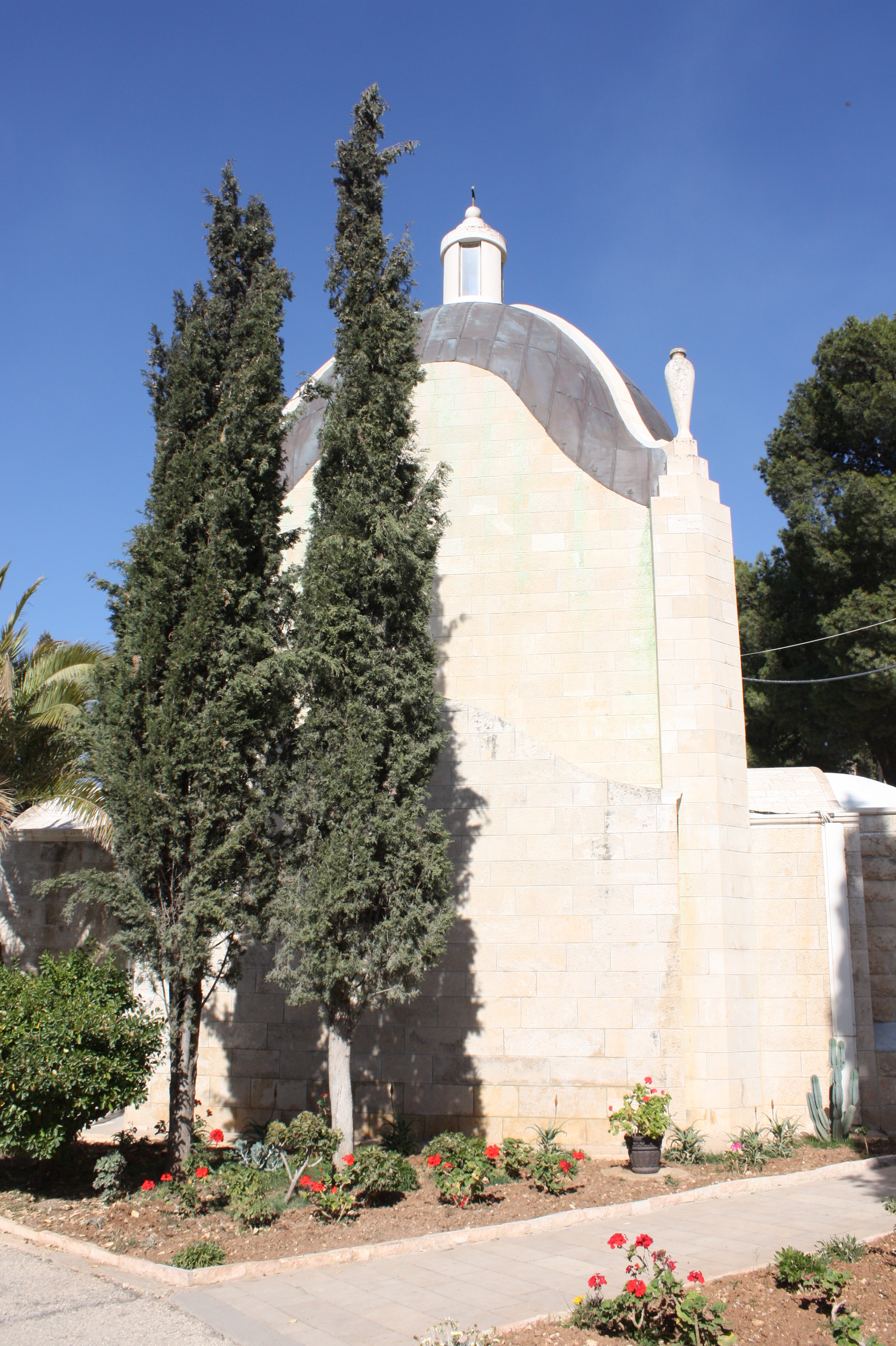
Cảnh nhà thờ Chúa khóc nhìn từ bên cạnh
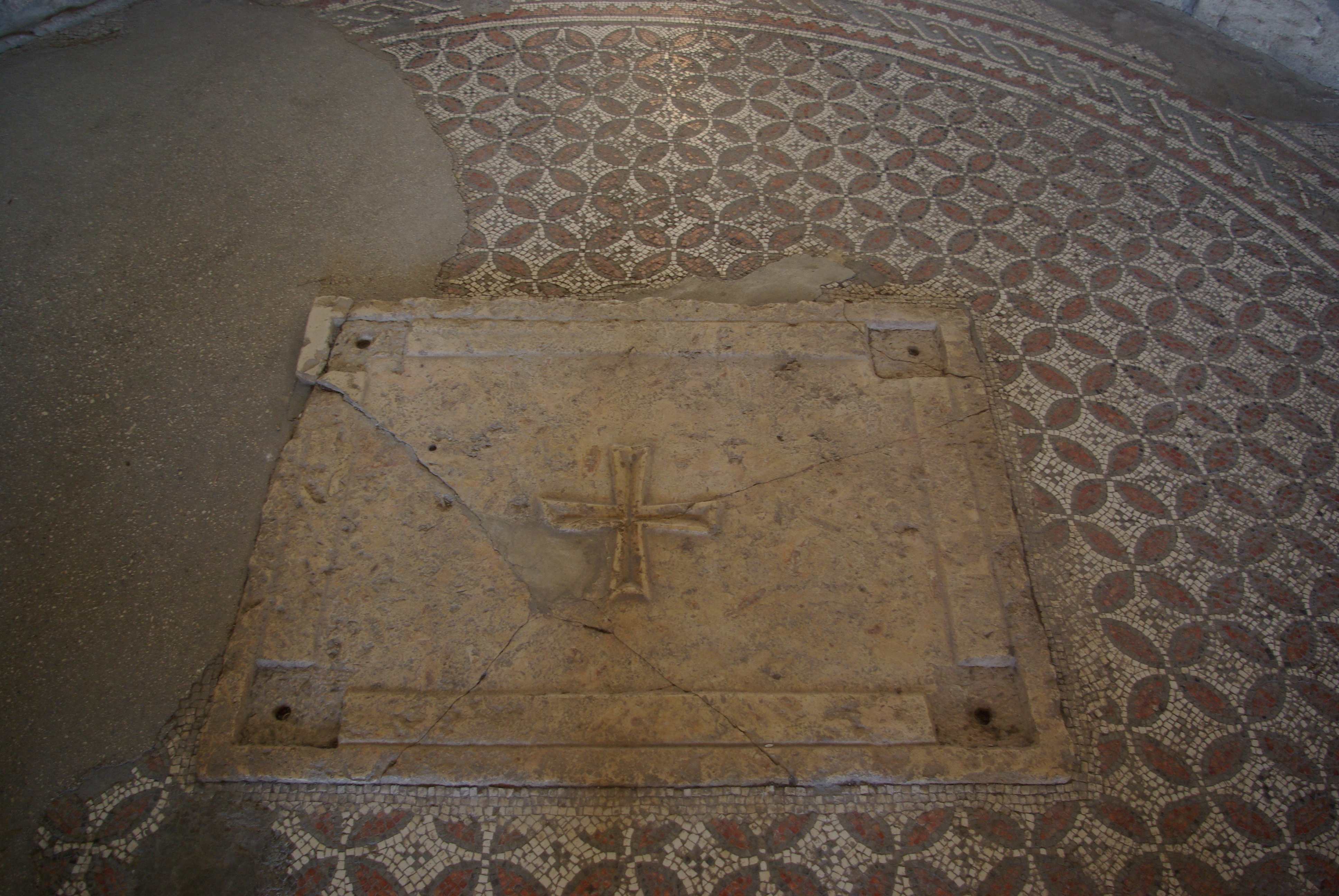
Tranh khảm và thánh giá trên sàn nhà thờ
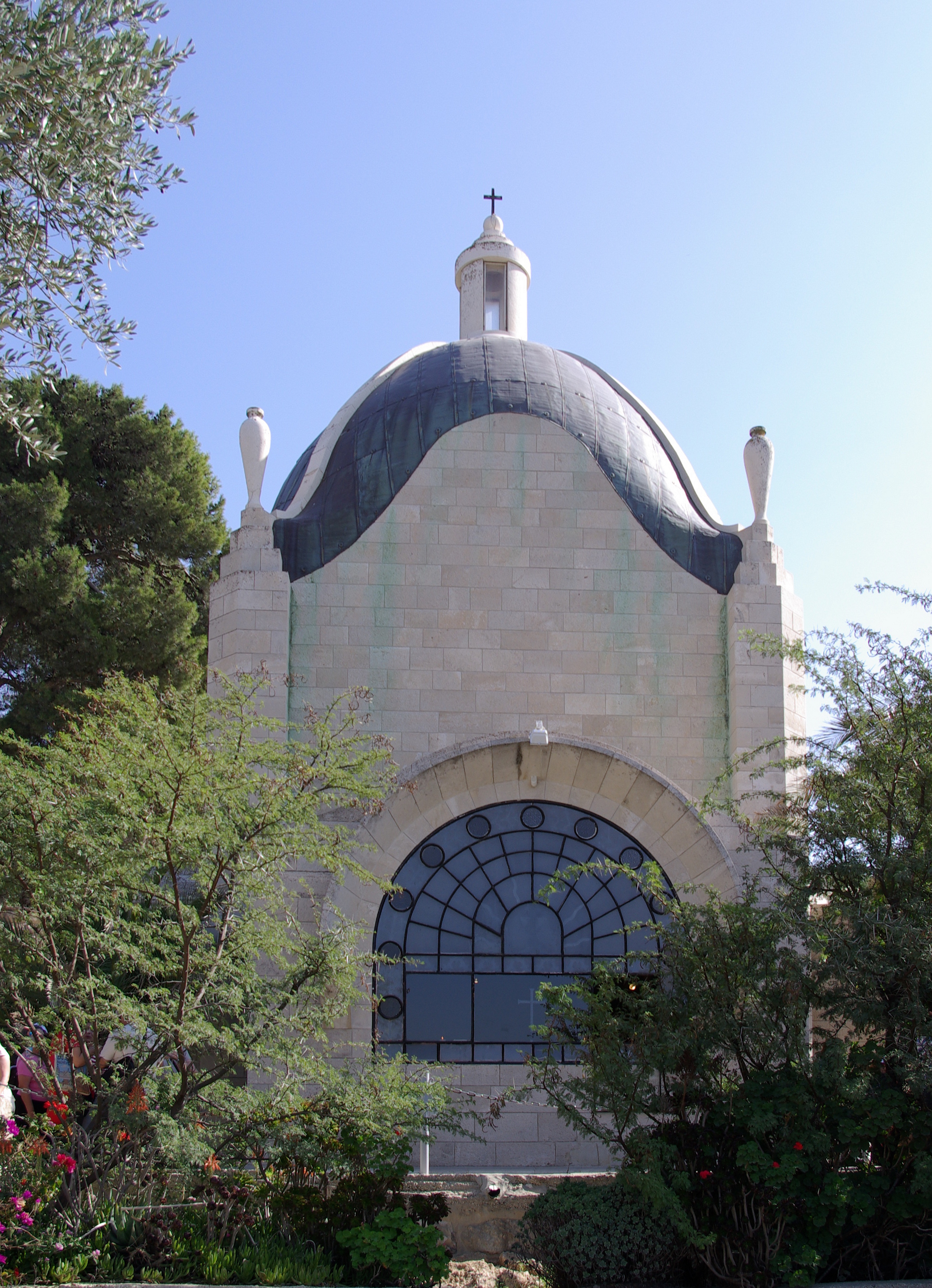
Cảnh nhìn từ phía tây
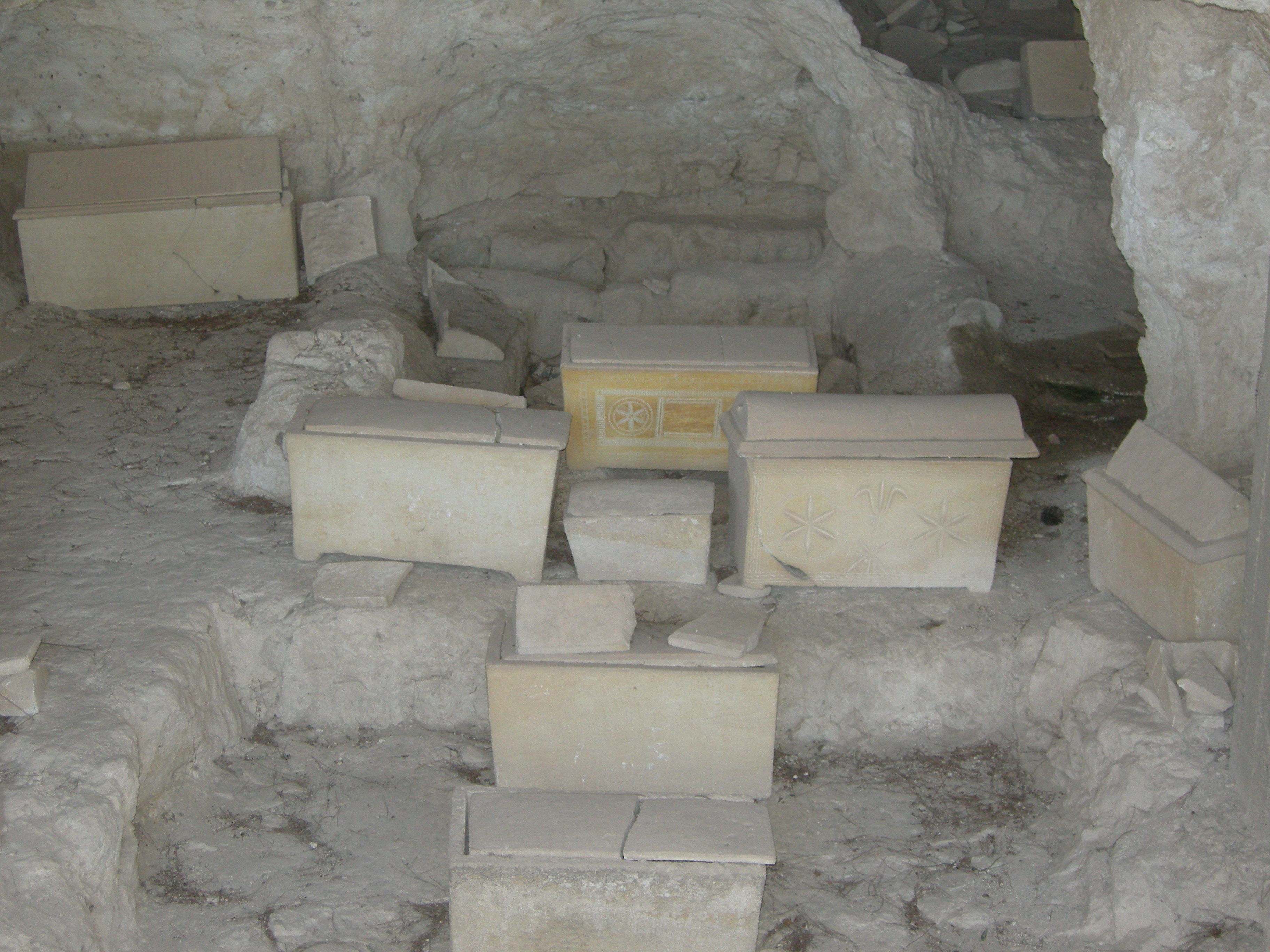
Tiểu đựng hài cốt
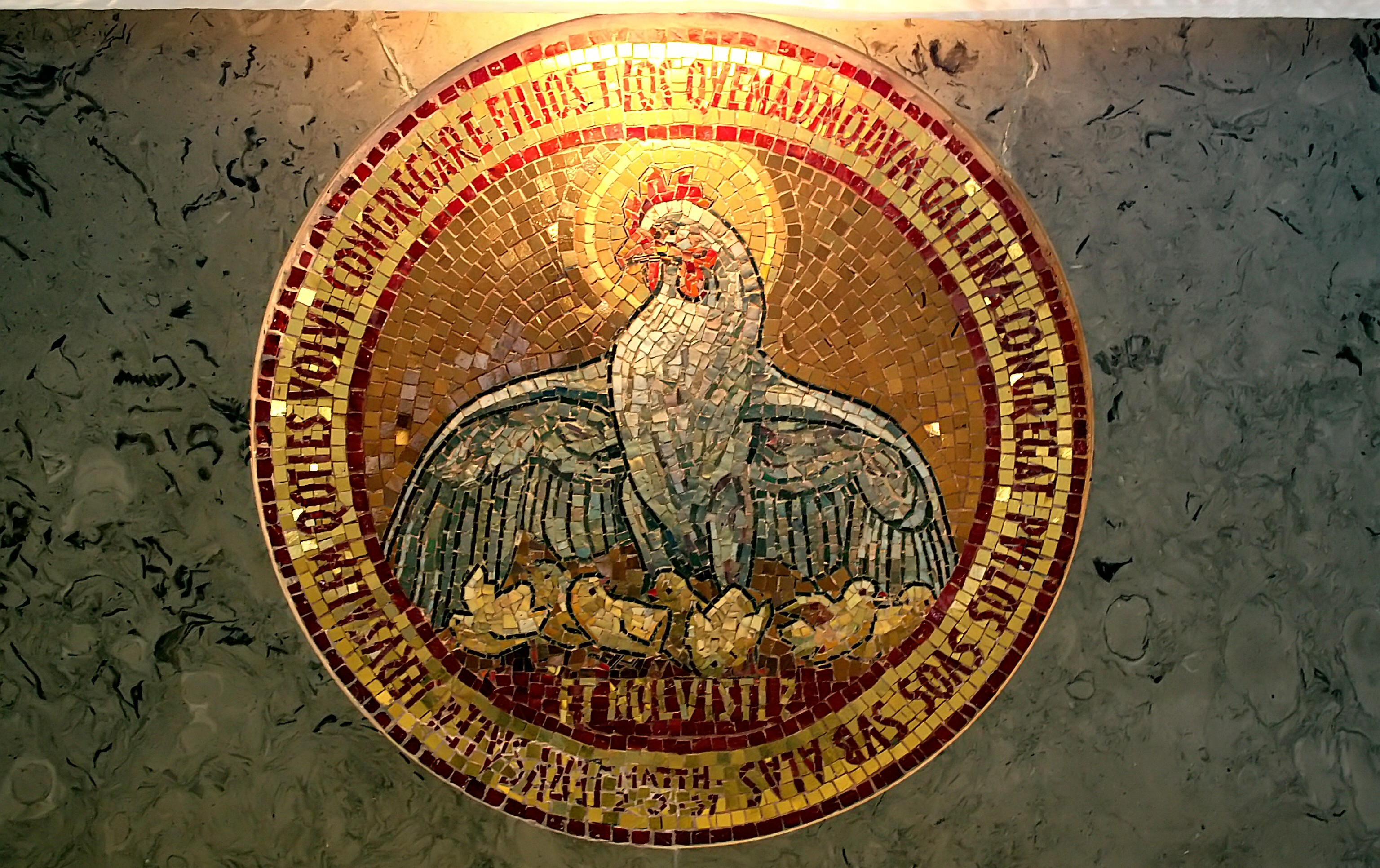
Nghệ thuật khảm trên bàn thờ
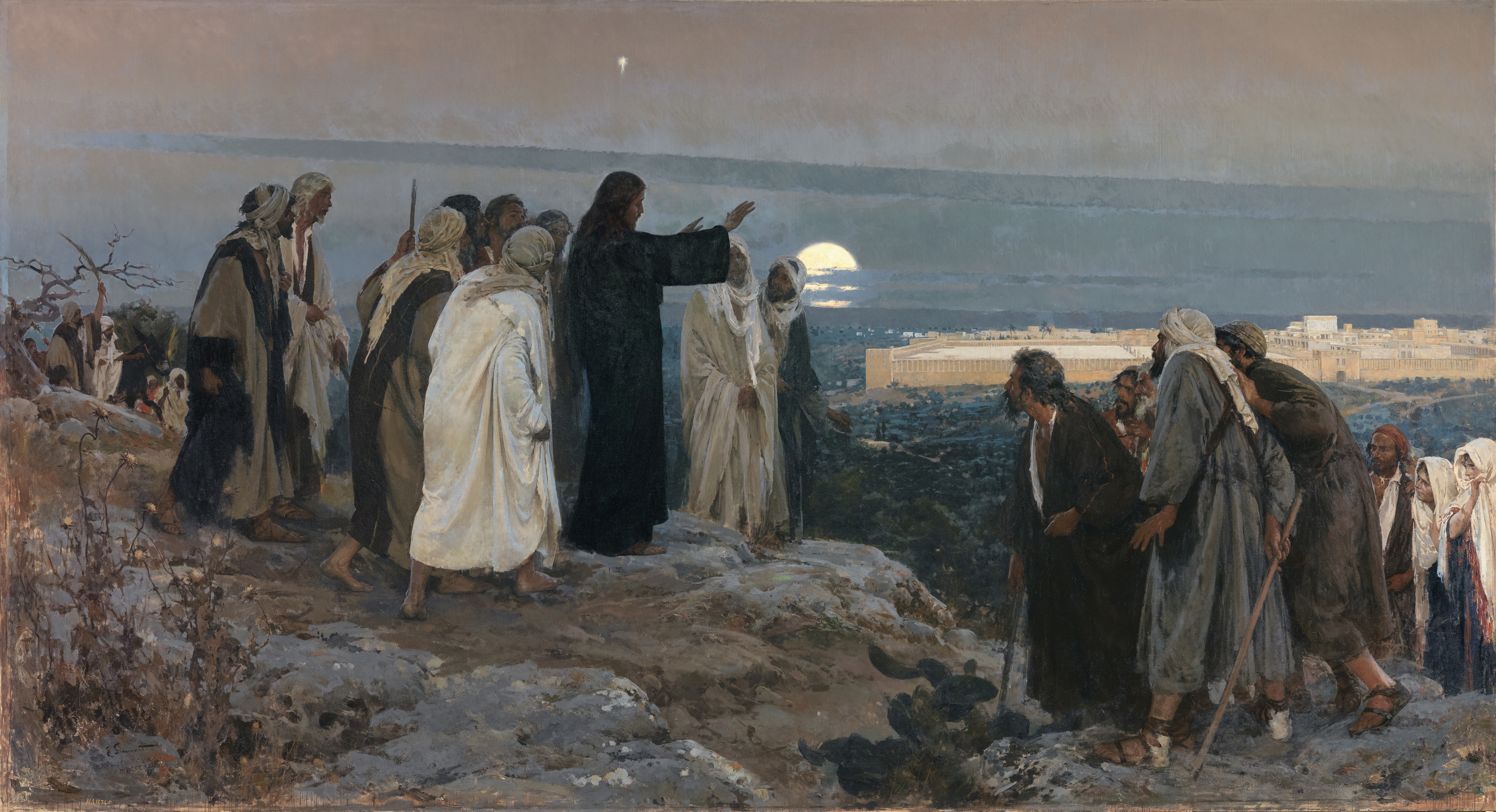
Tranh "Flevit super illam" (He wept over it) của Enrique Simonet, 1892
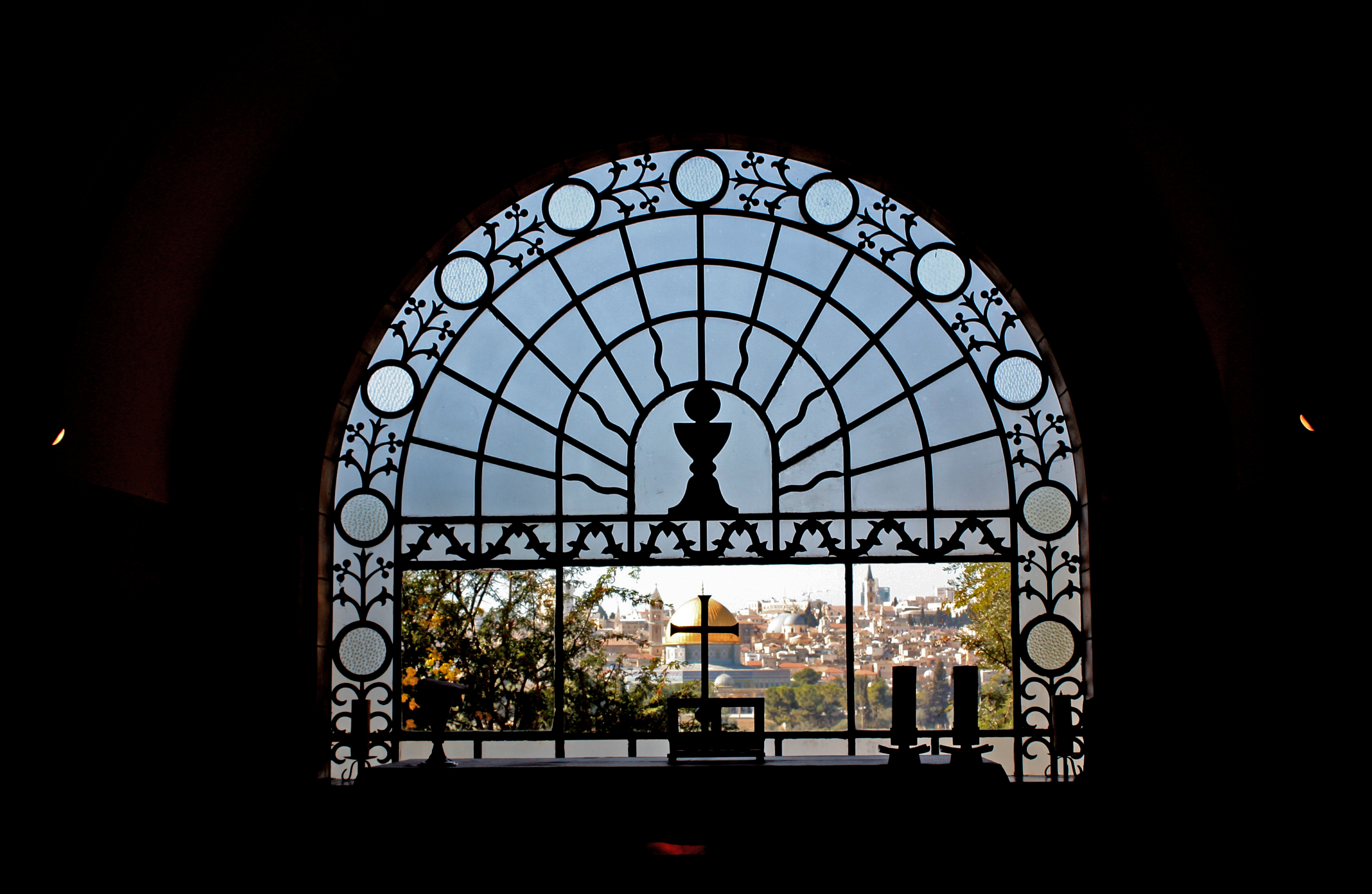
Cảnh nhìn qua cửa sổ nhà thờ